# Брунето Латини
Брунето Латини (който подписва името си Burnectus Latinus на латински и Burnecto Latino на италиански ; ок. 1220 –1294) е италиански философ, учен, нотариус, политик и държавник. Той е сред онези, които спомагат за утвърждаване на основните идеи на ранната италианска поезия.

## Биография
Брунето Латини е роден във Флоренция през 1220 г. в тосканско благородническо семейство, син на Буонакорсо Латини, принадлежащ към партията на гвелфите. Той е нотариус и учен човек, много уважаван от своите съграждани и прочут с умението си на оратор. Той препоръчва писанията на Цицерон като ръководство в обществените дела.
Латини е достатъчно високопоставен, за да бъде изпратен в Севиля като пратеник при Алфонсо X от Кастилия, за да потърси помощ за Флоренция срещу сиенците; но мисията е неуспешна. На връщане от Испания, пътувайки през прохода Ронсево, той среща студент от Болоня, яхнал муле, който му разказва за поражението на гвелфите в битката при Монтаперти. Като последица Латини е изгонен от родния си град. Той намира убежище във Франция между 1261 и 1268 г., като работи като нотариус в Монпелие, Арас, Бар-сюр-Об и Париж.
През 1269 г., когато политическата ситуация вече го позволява, той се завръща в Тоскана и за около двадесет години заема последователни високи длъжности.  През 1273 г. е назначен за секретар на Съвета на републиката на Флоренция. През 1280 г. допринася за временното помирение между партиите на гвелфите и гибелините и през 1284 г. председателства конференция, на която е договорена атака срещу Пиза. Накрая, през 1287 г., той е издигнат до „приор“ като един от 12-те магистрати, установени чрез конституцията от 1282 г.
Джовани Вилани казва: „той беше велик философ и съвършен майстор на реториката, като не само знаеше да говори добре, но и пишеше добре“. Автор е на различни произведения в проза и стихове.  Латини умира през 1294 г., оставяйки след себе си дъщеря, Бианка Латини, която се омъжва за Гуидо Ди Филипо Де' Кастильончи през 1284 г. Гробът му се намира в църквата Санта Мария Маджоре, Флоренция, вляво от главния олтар.

## Трудове
Докато живее във Франция, той написва  Съкровище (Tesoretto) на италиански, алегорична поема за небето и земята, в която чрез земните явления и особено добродетелите се дават наставления на поета. Вторият му труд е Livres do Trésor, написан на френски и представлява обобщение на тогавашните знания за Бог, природата, историята на древните и по-нови времена, за изкуството; дава наставления за управлението на дома и на държавата. Тя се счита за първата енциклопедия на съвременен европейски език, но никога не е издавана.  Италианският превод от XIII век, известен като Tesoro, е погрешно приписан на Bono Giambon. Латини също така превежда на италиански Rettorica и три речи на Цицерон. Италианският превод на Никомаховата етика на Аристотел често се приписва погрешно на Брунето Латини, но той е дело на Тадео Алдероти.

## Герой вБожествена комедия
Латини е настойник на Данте след смъртта на баща му. Ранните коментатори на Данте, както и самият Данте, говорят за Брунето като за негов учител. Виторио Имбриани оспорва тази концепция, защото Брунето е бил твърде зает човек, за да бъде просто учител. Данте го увековечава в Божествената комедия (вж. Ад, XV. 22 – 87). Смята се също, че е имало интелектуална и приятелска връзка между възрастния мъж и младия поет. Може би Латини е този, който е накарал Данте да прочете Цицерон и Боеций след смъртта на Беатриче.
Много от героите, както и политическите събития, в които Латини е участвал, са споменати в „Ад“, макар че доста от тях са станали преди раждането на Данте през 1265. Поради това се смята, че вероятно Латини запознал Данте с историята на града и с правните и дипломатически документи, написани от него на латински. В музея Барджело във Флоренция има портрет на Латини редом с Данте (между тях е Корсо Донати), за който някога се е смятало, че е от Джото. В гравюра на дърво Гюстав Доре представя същата сцена от „Ад XV“, 1861 г.